# Василь (імператор Трапезунда)
Василь I (грец. Βασίλειος Μέγας Κομνηνός; 1315 — 6 квітня 1340) — 12-й імператор Трапезунда в 1332—1340 роках.

## Життєпис
Походив з династії Великих Комнінів. Молодший син трапезундського імператора Олексія II і Дзяджак (доньки Бека I Джакелі, атабека Самцхе). Народився 1315 року.
Після смерті батька 1330 року старший брат Андронік III, що став імператором, побоюючись змов, наказав стратити своїх братів Георгія й Михайла. Василь зміг утекти до Константинополя, де дістав підтримку стрийка Михайла.
Після смерті Андроніка III 1332 року «візантійська партія» в Трапезунді закликала Василя повернутися й захопити владу в небожа Мануїла II. У вересні 1332 року останнього повалено й заслано в монастир, а Василь був коронований як імператор. За цим здійснив страти представників грузинської знаті, що були прихильниками Мануїла II. У лютому 1333 року придушив повстання прихильників колишньої імператора Мануїла, а його самого наказав стратити.
Не довіряючи місцевій знаті і не користуючись популярністю в народі, Василь I оточив себе найманими військовими загонами, які вели себе досить зухвало по відношенню до місцевого населення. Його непопулярність серед жителів була настільки сильна, що після одного з сонячних затемнень 3 березня 1337 року імператора намагалися закидати камінням. При цьому в сільські місцині знать стала напівнезалежною, сприяючи загальній анархії та безладу.
У 1335 році уклав династичний союз із візантійським імператором Андроніком III, оженившись з його позашлюбною донькою Іриною. Незабаром після весілля стосунки подружжя погіршилися, внаслідок чого Василь відсторонив дружину, зачинивши у фортеці, а сам вступив у зв'язок з Іриною Трапезундською, а 8 липня 1339 року одружився з нею. Константинопольський патріарх Іоан XIV Калека розцінив це як перелюб і двоєженство, відлучив дружину імператора від церкви, а трапезундського митрополита Григорія, який дав згоду на розлучення Василя засудив.
Водночас 1335 року Трапезунд зазнав нападу огузів на чолі із шейхом Гасаном. Лише потужна злива не дозволила ворогові увірватися до столиці імперії, після чого трапезундці завдали тяжкої поразки огузам.
Василь помер 1340 року, ймовірно, отруєний своєю законною дружиною Іриною Палеолог, яка незабаром захопила трон, чим спровокувала так звану Трапезундську громадянську війну.

## Родина
1. Дружина — Ірина, донька Андроніка III Палеолога, імператора Візантії.
Дітей не було.
2. Дружина — Ірина Трапезундська.
Діти:
- Марія (д/н—1408), дружина Фахраддін Кутлуг-бей, володаря Ак-Коюнлу
- Феодора (д/н— після 1358), дружина Ібрагіма, емір бейліка Хаджимір
- Олексій (д/н— до 1349)
- Іоанн (1338—1390), імператор Трапезунда